# 小口伯郎
小口 伯郎（おぐち はくろう、1924年12月27日 - 2005年11月3日）は日本の物理学者。東京大学名誉教授。宇宙科学研究所名誉教授。理学博士（1970年、東京大学）。専門は流体力学、気体力学。

## 経歴
長野県南安曇郡豊科町（現安曇野市）生まれ。旧制松本中学（長野県松本深志高等学校）を経て、昭和21年（1946年）東京帝国大学物理工学科卒業。同理工学部研究所助手、同30年（1955年）助教授、同37年（1962年）教授に就任。また昭和35年（1960年）ブラウン大学客員准教授、同36年（1961年）コーネル大学客員研究員、同56年（1981年）宇宙科学研究所宇宙輸送研究系教授を務めた。